# Artikeldrei

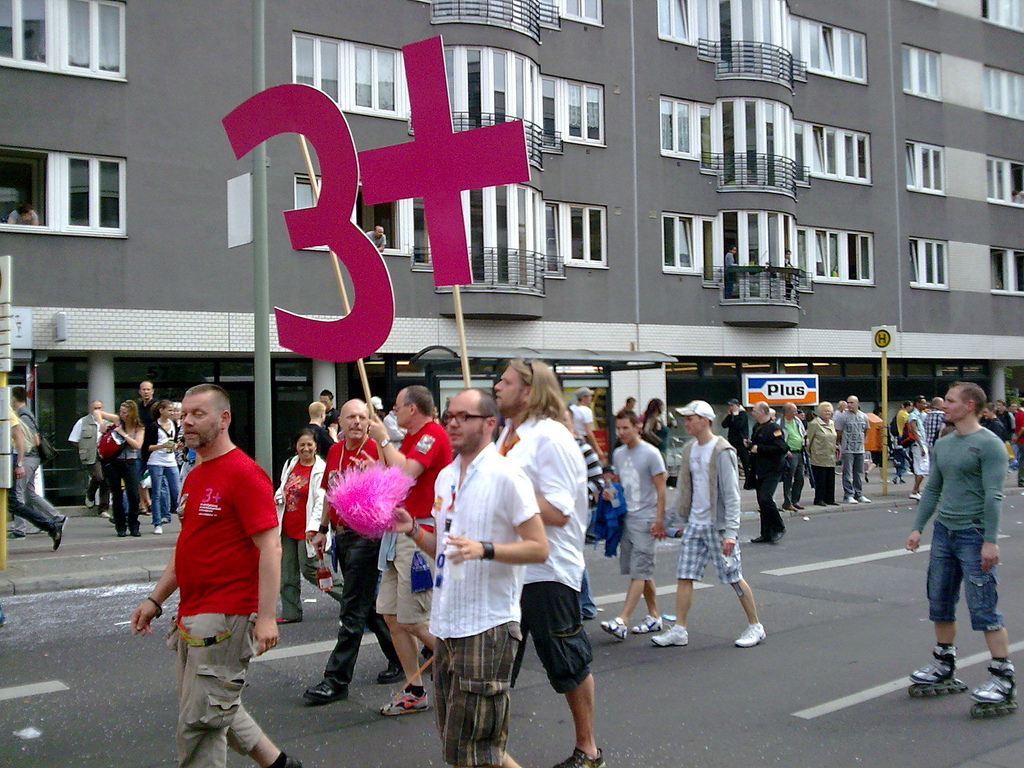
Manifestation für Artikel Drei auf dem Berliner CSD 2009

Die Initiative artikeldrei (oder auch 3 +) ist eine Aktion des Lesben- und Schwulenverbandes in Deutschland e. V., welche sich die Ergänzung des dritten Artikels des deutschen Grundgesetzes zum Ziel gesetzt hat. Sie wurde vom Lesben- und Schwulenverband zu dessen zentraler Forderung anlässlich der bundesweiten Veranstaltungen zum Christopher Street Day im Jahr 2009 erhoben und von einigen Veranstaltern übernommen.

## Hintergrund
Die Initiative fordert die Aufnahme der sexuellen Identität in den dritten Absatz Artikel 3 des Grundgesetzes (Art. 3 Abs. 3 GG). Das Grundgesetz klammert diesen Punkt im Gegensatz zu einigen anderen Merkmalen aus, was vom Lesben- und Schwulenverband als diskriminierend kritisiert wird.
Die Initiative fordert folgende Ergänzung des Grundgesetzes:

„Niemand darf wegen seines Geschlechtes, seiner Abstammung, seiner Rasse, seiner Sprache, seiner Heimat und Herkunft, seiner sexuellen Identität, seines Glaubens, seiner religiösen oder politischen Anschauungen benachteiligt oder bevorzugt werden. Niemand darf wegen seiner Behinderung benachteiligt werden.“

Die Initiative lenkt damit Aufmerksamkeit auf das Thema mit der Absicht, die Volksvertreter und eine breite Öffentlichkeit von der Notwendigkeit einer Grundgesetzänderung zu überzeugen. Da für eine Änderung des Grundgesetzes eine Zweidrittelmehrheit in Bundestag und Bundesrat erreicht werden muss, werden insbesondere die großen Volksparteien angesprochen. Am 29. September 2009 reichten die Landesregierungen von Berlin, Bremen und Hamburg gemeinsam eine Bundesratsinitiative zur Ergänzung des Diskriminierungsverbots in Art. 3 GG ein. Der Beschluss der Hamburger Bürgerschaft erfolgte auch mit den Stimmen der Regierungsfraktion der CDU, die sich auf Bundesebene bisher nicht für eine Grundgesetzänderung ausgesprochen hat; im Februar 2011 votierte der Landtag des Saarlandes einstimmig für den Diskriminierungsschutz.
Nach Auffassung der Unterstützer der Initiative artikeldrei spricht für eine Änderung des Grundgesetzes, dass dieses in der bestehenden Form dem Gesetzgeber einen größeren Spielraum für die Ungleichbehandlung aufgrund der sexuellen Identität belässt; einen größeren Spielraum, als es mit einem ausdrücklichen Diskriminierungsverbot der Fall wäre. Es wird an die Rechtsprechung des Bundesverfassungsgerichts im Jahr 1957 zum damaligen § 175 StGB erinnert, welche die Verfassungsmäßigkeit von § 175 StGB ausdrücklich bestätigte. Das bis 1994 existierende Gesetz wäre im Rahmen eines erweiterten Art. 3 GG nicht möglich gewesen. Ein solches Gesetz wäre demnach grundsätzlich bereits mit einfacher Mehrheit wieder beschließbar. Ein Diskriminierungsverbot würde nach Ansicht der Befürworter darüber hinaus ein Signal setzen, das zur Erhöhung der Akzeptanz der Betroffenen beitragen könne.

## Rezeption
Die Initiative wird von einigen Parteien und zahlreichen Prominenten aus der bundesdeutschen Politik, Kultur und Gesellschaft unterstützt, die sich für eine entsprechende Änderung von Art. 3 GG ausgesprochen haben.
Die Parteien Bündnis 90/Die Grünen, Die Linke und die SPD unterstützen die Aktion; innerhalb der CDU wird die Grundgesetzänderung bislang nur von Einzelpersonen der CDU, wie Heiner Geißler, der CDU des Landes Hamburg und der Parteiorganisation „Lesben und Schwule in der Union“, befürwortet. Die Mehrheit der Abgeordneten von CDU/CSU und FDP lehnten eine Grundgesetzänderung als „Symbolpolitik“ ab. Eine ausdrückliche Nennung der sexuellen Orientierung sei nicht erforderlich, da die bestehende Formulierung bereits alle Menschen vor Diskriminierung schütze. Die CDU-Abgeordnete Andrea Voßhoff erklärte dazu: 

„Unsere Verfassung ist nicht der richtige Ort für die Erfüllung gesellschaftspolitischer Wünsche, mögen diese auch noch so nachvollziehbar und unterstützenswert sein.“

Der Bundesvorsitzende der Türkischen Gemeinde in Deutschland, Kenan Kolat, verweist hingegen darauf, dass die Väter des Grundgesetzes – unter dem Eindruck des nationalsozialistischen Regimes – lediglich einen Individualschutz häufig diskriminierter Gruppen definiert hätten und somit ein Reformbedarf bestehe. Die Änderung des Grundgesetzes müsse, über den Schutz der sexuellen Identität hinausgehend, einen Schutz von Minderheiten im Sinne eines Gruppenrechts verankern.
Zu den Befürwortern einer Grundgesetzänderung gehört, neben der früheren Justizministerin Brigitte Zypries, unter anderem auch die ehemalige Verfassungsrichterin Christine Hohmann-Dennhardt. Zypries sieht eine über die Symbolik hinausgehende Wirkung der Änderung von Art. 3 GG. Diese würde den Gesetzgeber unter einen Rechtfertigungsdruck gegenüber der Verfassung bringen:

„[Man] könnte dann nicht mehr mit fadenscheinigen Argumenten verhindern, dass Ehepartner und Lebenspartner von Beamtinnen und Beamten gleichgestellt werden. Mit einer Verfassungsänderung ändert sich der Maßstab, an dem die einfachen Gesetze zu messen sind.“

Daneben haben sich Prominente wie Maybrit Illner, Frank Bsirske, Dirk Bach, Hape Kerkeling, Iris Berben, Charlotte Knobloch und Bischöfin Maria Jepsen für eine Grundgesetzänderung ausgesprochen.
Über die Initiative gibt es eine breite Berichterstattung in den Tageszeitungen, wie zum Beispiel in der taz, dem Tagesspiegel und der Süddeutschen Zeitung sowie in der Internet-Zeitung ngo-online.

## Petition an den Bundestag
Am 27. Dezember 2009 wurde im Deutschen Bundestag eine Petition für die Erweiterung des Art. 3 GG eingereicht, die auch online zur Mitzeichnung bereitgestellt war. Die Frist endete am 3. März 2010 und wurde mit 9749 Personen von einer vergleichsweise hohen Anzahl Wahlberechtigter unterschrieben.

## Ablehnung des Gesetzentwurfs durch den Bundestag
Am 30. Juni 2011 hat der Bundestag, gegen die Stimmen der Opposition, sämtliche Art. 3 GG betreffenden Gesetzentwürfe der Oppositionsparteien abgelehnt.